# Anticonceptivo de emergencia

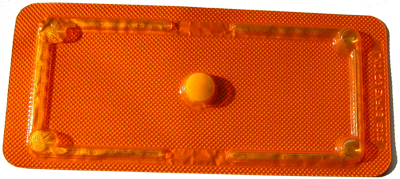
Fotografía de una píldora anticonceptiva de emergencia, también llamada "píldora del día después"

La anticoncepción de emergencia (AE), o contracepción poscoital de emergencia, hace referencia a los métodos anticonceptivos que, si se toman después del coito luego de las relaciones sexuales sin protección, protección insuficiente o agresión sexual, pueden prevenir el embarazo.

## Tipos de anticonceptivos de emergencia
La anticoncepción de emergencia incluye dos métodos anticonceptivos: la píldora del día después y el DIU o dispositivo intrauterino:
- Píldoras anticonceptivas de emergencia (PAE)—algunas veces simplemente conocidas como anticonceptivos de emergencia (AEs) o la "píldora del día siguiente"—son fármacos destinados a interrumpir la ovulación o fertilización, cuales pasos son necesarios para el embarazo (anticonceptivo). Existe controversia acerca de si estos fármacos pueden en algunos casos prevenir la implantación de un embrión humano en el útero, evitando así el embarazo, aunque un estudio ha concluido que este mecanismo es poco probable,[2][3][4] pero posible.[5]
- Dispositivos intrauterinos (DIUs)—por lo general es utilizado como un método anticonceptivo principal, pero también puede utilizarse como anticonceptivo de emergencia.

La anticoncepción de emergencia no protege contra las infecciones de transmisión sexual. La eficacia en la reducción del riesgo de un embarazo de las píldoras anticonceptivas de emergencia es, según la OMS, del 60 al 90% y en el caso del dispositivo intrauterino (DIU) insertado después del coito es, según James Trussell, de un 99%.

## Administración
Para aumentar la eficacia la contracepción de emergencia debe administrarse cuanto antes, si fuera posible durante el día siguiente a la relación sexual. Los plazos máximos recomendados para su aplicación son los siguientes:
- Píldora anticonceptiva de emergencia (PAE), también conocida como la píldora del día después:
  - 5 días (120 horas) para el acetato de ulipristal.
  - 3 días (72 horas) - 5 días (120 horas) para el levonorgestrel.[9][10][11]

- Dispositivo intrauterino (DIU):
  - 5 días (120 horas) para el dispositivo intrauterino (DIU).[7][8]

## Píldoras anticonceptivas de emergencia (PAE)
Las píldoras anticonceptivas de emergencia (PAE) (también conocidas como anticoncepción hormonal de emergencia (AHE) en Gran Bretaña) podrían contener dosis más altas de las mismas hormonas (estrógenos, progestinas, o ambos) encontradas en píldoras anticonceptivas orales combinadas. Tomadas después de relaciones sexuales sin protección o falla del anticonceptivo, estas dosis más altas podrían prevenir que ocurra un embarazo. La mifepristona también puede usarse como un AE, aunque este fármaco no se considera como una píldora anticonceptivas de emergencia. Es un fármaco anti-hormonal, y no contiene estrógeno ni progestinas.
La frase "píldora del día después" es un nombre inapropiado; las PAE son efectivas cuando se utilizan poco después del coito. Dependiendo del fármaco, están licenciadas para su uso para hasta 107 a 120 horas después del coito sin protección o falla del anticonceptivo.

### Tipos de PAE
El método de progestina sola usa la progestina levonorgestrel en una dosis de 1.5 mg, ya sea como dos dosis de 750 microgramos cada 12 horas, o más recientemente en una sola dosis. El AE de progestina sola está disponible como un producto dedicado de anticoncepción de emergencia bajo muchos nombres en todo el mundo, incluyendo: en los Estados Unidos, Canadá, y Honduras como Plan B; en Gran Bretaña, Irlanda, Australia, Nueva Zelanda, Portugal, e Italia como Levonelle; en Sudáfrica como Escapelle; en 44 naciones incluyendo Francia, la mayor parte de Europa Occidental, India y varios países de África, Asia y América Latina como NorLevo; y en 44 naciones incluyendo la mayor parte de Europa del Este, México y muchos otros países de América Latina, Portugal, Australia y Nueva Zelanda, Israel, China, Hong Kong, Taiwán y Singapur como Postinor-2. Esta píldora por lo general funciona hasta 72 horas después del coito.
El método de Yuzpe o combinado usa grandes dosis de ambos estrógeno y progestina, tomadas como dos dosis en un intervalo de 12-horas. Ahora se cree que este método es menos eficaz y menos tolerado que el método de progestina sola. Es posible obtener la misma dosis de hormonas, y por lo tanto el mismo efecto, al tomar varias píldoras anticonceptivas orales combinadas. La FDA de los Estados Unidos aprobó este uso off-label de ciertas marcas de píldoras anticonceptivas orales combinadas regulares en 1997.
El acetato de ulipristal (conocido como ella en los Estados Unidos y ellaOne en Europa) fue aprobado como una PAE en Europa a principios de 2009 y en los Estados Unidos en agosto de 2010. Funciona hasta 120 horas después del coito. Previene el embarazo al retrasar o inhibir la ovulación y evitar la ruptura del folículo. El acetato de ulipristal es considerada por Horacio Croxatto -experto en anticoncepción de emergencia y creador del implante subcutáneo-, el anticonceptivo de urgencia no hormonal más eficaz para la mujer, es cinco veces más potente que el levonorgestrel en la inhibición o retraso de la ovulación.[cita requerida] Además, y en comparación con el levonorgestrel es el triple de eficaz si se administra en las primeras 24 horas, y el doble si se suministra en las primeras 72 horas después de la relación sexual sin protección o haberse producido un fallo en el método anticonceptivo utilizado. Watson Pharmaceuticals anunció la disponibilidad de ella en los Estados Unidos el 1 de diciembre de 2010, en las farmacias minoristas, clínicas y una farmacia en línea, KwikMed.
Las pastillas anticonceptivas de emergencia (PAE) no deben confundirse con la mifepristona (RU486, Mifeprex), que se utiliza como "pastilla abortiva". El término "pastilla anticonceptiva de emergencia" no hace referencia a la mifepristona, que es comúnmente usada en dosis de 200- o 600-mg como un abortivo. Sin embargo, en China y Rusia solamente, la mifepristona está disponible ya sea como anticonceptivo de emergencia o como un abortivo, dependiendo de si se utiliza antes o después de la implantación. El uso de mifepristona como anticonceptivo de emergencia viene avalado por estudios clínicos del año 2008 (Cochrane - Base de Datos de Revisiones Sistemáticas; 2008, N.º 2) que consideran a la mifepristona más efectiva que el levonorgestrel e incluso que el DIU, estando asociados a menos efectos secundarios. Si se usa como anticonceptivo de emergencia, una dosis baja de mifepristona es ligeramente menos efectiva que una dosis más alta, pero tiene menos efectos secundarios. A partir del 2000, la dosis más baja disponible en los Estados Unidos es de 200 mg. Sin embargo, la mifepristona no está aprobada como un anticonceptivo de emergencia en los Estados Unidos. Una revisión de estudios en humanos concluyó que los efectos anticonceptivos de una dosis de 10-mg son debido a sus efectos sobre la ovulación, pero la comprensión de su mecanismo de acción sigue siendo incompleta. Dosis más altas de mifepristona pueden interrumpir la implantación y, a diferencia del levonorgestrel, la mifepristona puede ser efectiva en terminar un embarazo en curso.

### Efectividad de las PAE
La efectividad de la anticoncepción de emergencia se presenta de manera diferente de la eficacia de los métodos continuos de control de natalidad: se expresa como un porcentaje de reducción de la tasa de embarazo para un solo uso de AE. Diferentes regímenes de PAE tienen diferentes niveles de efectividad, e incluso para un solo régimen diferentes estudios pueden encontrar diferentes tasas de eficacia. Usando un ejemplo de "75% efectivo", un artículo en American Family Physician explica el cálculo de la eficacia así: 
... estas cifras no se traducen en una tasa de embarazo del 25 por ciento. Más bien, quiere decir que si 1.000 mujeres tienen relaciones sexuales sin protección en las dos semanas medias de su ciclo menstrual, aproximadamente 80 quedarán embarazadas. El uso de píldoras anticonceptivas de emergencia podría reducir este número en un 75 por ciento, a 20 mujeres.
El régimen de progestina sola (usando levonorgestrel) tiene una efectividad del 89% según la FDA de los Estados Unidos. A partir de 2006, el etiquetado de la marca Plan B en EE. UU. explica esta tasa de eficacia declarando, "Siete de cada ocho mujeres que habrían quedado embarazadas no quedarán embarazadas."
En 1999, un metaanálisis de ocho estudios sobre el régimen combinado (Yuzpe) concluyó que el mejor punto de estimación de la eficacia fue del 74%. Un análisis del 2003 de dos de los estudios más grandes del régimen combinado (Yuzpe), usando un método de cálculo distinto, encontró una eficacia estimada del 47% y 53%.
Para ambos regímenes (progestina sola y Yuzpe), la eficacia de la anticoncepción de emergencia es más alta cuando se toma dentro de las 12 horas siguientes al coito y disminuye con el paso del tiempo. Mientras la mayoría de los estudios sobre la anticoncepción de emergencia han incluido sólo a mujeres dentro de las 72 horas siguientes al coito sin protección, un estudio del 2002 de la Organización Mundial de la Salud (WHO) sugirió que la efectividad razonable puede durar hasta 120 horas (5 días) después del coito.
Para una dosis de 10 mg de mifepristona tomada hasta 120 horas (5 días) después del coito, la estimación combinada de tres ensayos fue de una efectividad del 83%. Una revisión encontró que muchos ensayos encontraron que un régimen de 25 a 50 mg de mifepristona tiene una eficacia mayor. Sin embargo, cuando los examinadores revisaron sólo ensayos de alta calidad, la diferencia en la efectividad no fue estadísticamente significativa.

### Seguridad
Un embarazo existente no es una contraindicación en términos de seguridad, ya que no existe daño para la mujer, el curso de su embarazo, o el feto si se usa accidentalmente un anticonceptivo de emergencia de progestina sola o combinada (Yuzpe), pero los AEs no están indicados para mujeres con o con sospecha de un embarazo porque no es eficaz en mujeres que ya están embarazadas.
La Organización Mundial de la Salud (OMS) no lista ninguna condición médica por la cual los riesgos de las píldoras anticonceptivas de emergencia sean mayores que los beneficios. La Academia Americana de Pediatría (American Academy of Pediatrics) (AAP) y expertos en la anticoncepción de emergencia han concluido que las PAE de progestina sola podrían ser preferidas a las PAE combinadas que contengan estrógeno en mujeres con una historia de coágulos de sangre, accidentes cerebrovasculares, o migrañas.
La Academia Americana de Pediatría (American Academy of Pediatrics) (AAP), el Congreso Americano de Obstetras y Ginecólogos (American Congress of Obstetricians and Gynecologists) (ACOG), la FDA de los Estados Unidos, OMS, el Colegio Real de Obstetras y Ginecólogos (Royal College of Obstetricians and Gynaecologists) (RCOG), y otros expertos en la anticoncepción de emergencia afirman que no hay condiciones médicas en las que las PAE sean contraindicadas. El RCOG señala específicamente tromboembolismos venosos actuales, historia de o actual cáncer de mama, y porfiria aguda intermitente como condiciones donde las ventajas de usar pastillas anticonceptivas de emergencia generalmente superan los riesgos teóricos o probados.
La preparación de hierbas de la hierba de San Juan y algunos medicamentos inductores enzimáticos (por ejemplo antiepilépticos y rifampicina) podrían reducir la efectividad de las PAE, y una dosis mayor podría ser necesaria.
La AAP, ACOG, FDA, OMS, RCOG, y expertos en la anticoncepción de emergencia han concluido que las PAE, como todo el resto de anticonceptivos, reducen el riesgo absoluto de un embarazo ectópico al prevenir los embarazos, y que la mejor evidencia disponible, obtenida de más de 7.800 mujeres en ensayos controlados aleatorios, indican que no hay un incremento en el riesgo relativo de un embarazo ectópico en mujeres que quedaron embarazadas después de haber usado PAE de progestina sola.

### Efectos secundarios
El efecto secundario más común reportado por las usuarias de las píldoras anticonceptivas de emergencia fue la náusea (50,5% de 979 usuarias del régimen Yuzpe y 23,1% de 977 usuarias del régimen de levonorgestrel solo en los ensayos de 1998 de la Organización Mundial de la Salud; 14,3% de 2.720 usuarias del régimen de levonorgestrel solo en los ensayos del 2002 de la OMS); Los vómitos son mucho menos comunes e inusuales con PAE de levonorgestrel solo (18,8% de 979 usuarias del régimen Yuzpe y 5,6% de las usuarias del régimen de levonorgestrel solo en los ensayos de 1998 de la OMS; 1,4% de 2.720 usuarias del régimen de levonorgestrel solo en los ensayos del 2002 de la OMS). No se recomiendan rutinariamente antieméticos para las PAE de levonorgestrel solo. Si una mujer vomita dentro de 2 horas de tomarse una PAE de levonorgestrel solo, debería tomar una dosis adicional tan pronto como sea posible.
Otros efectos secundarios comunes (cada uno notificado en menos del 20% de las usuarias de levonorgestrel solo, tanto en los ensayos de 1998 y 2002 de la OMS) fueron dolor abdominal, fatiga, cefalea, mareos, y sensibilidad en los senos. Los efectos secundarios usualmente no ocurren por más de un par de días después del tratamiento, y por lo general se resuelven en 24 horas.
La interrupción temporal del ciclo menstrual también es experimentada habitualmente. Si se toma antes de la ovulación, las altas dosis de progestágeno en el tratamiento de levonorgestrel podría inducir una hemorragia por deprivación de progestágeno unos días después de que las píldoras son tomadas. Un estudio encontró que aproximadamente la mitad de las mujeres que usaron las PAE de levonorgestrel experimentaron sangrado dentro de los 7 días de haber tomado las pastillas. Si el levonorgestrel se toma después de la ovulación, este podría aumentar la duración de la fase lútea, lo que retrasaría la menstruación por unos días. La mifepristona, si se toma antes de la ovulación, podría retrasar la ovulación por 3-4 días (una ovulación retardada puede resultar en un retraso de la menstruación). Estas alteraciones sólo se producen en el ciclo en el que se tomaron las PAE; la duración de los ciclos posteriores no es afectada significativamente. Si el período menstrual de la mujer tiene un retraso de dos semanas o más, se aconseja que se haga una prueba de embarazo; hacerse la prueba antes podría dar resultados inexactos.

## Dispositivo intrauterino (DIU) como anticonceptivo de emergencia
Una alternativa a las pastillas anticonceptivas de emergencia (PAE) es el dispositivo intrauterino (DIU) T de cobre que puede ser utilizado hasta 5 días después del coito sin protección para prevenir el embarazo. La inserción de un DIU es más efectivo que el uso de píldoras anticonceptivas de emergencia - las tasas de embarazo cuando se usan como anticonceptivos de emergencia son las mismas que el del uso normal del DIU. Los DIUs pueden dejarse en su lugar después de la menstruación subsiguiente para proporcionar una anticoncepción continua (3-10 años dependiendo del tipo).

## Mecanismo de acción de los anticonceptivos de emergencia
La FDA de Estados Unidos establece que las PAE de progestina sola como Plan B funcionan previniendo la ovulación. También dice que «es posible» que las PAE de progestina sola pueda interferir con la implantación del blastocisto en el revestimiento del útero, y que no tienen ningún efecto en los embarazos si se toman después de la implantación.
Una serie de estudios de la década de 1970 y 80 llegó a la conclusión de que la anticoncepción de emergencia podría causar cambios en el endometrio que impediría la implantación de un embrión en su fase inicial en el útero. Esta investigación llevó a muchos defensores antiaborto, que creen que el embarazo comienza en la fertilización, a oponerse a las PAE como un abortivo.
En años recientes—especialmente a la luz de la controversia ética en EE. UU. sobre las afirmaciones de la investigación—la comunidad científica ha comenzado a revaluar críticamente los primeros estudios. Estudios recientes en ratas y monos han demostrado que el uso postovulatorio de las PAE de progestina sola o combinada (Yuzpe) no tienen efecto en las tasas de embarazo. Estudios en humanos han demostrado que la tasa de supresión de la ovulación es aproximadamente igual a la efectividad de las pastillas anticonceptivas de emergencia, sugiriendo que este podría ser el único mecanismo por el cual estas pastillas previenen el embarazo. Además, un modelo in vitro ha demostrado que las PAE «no interfieren con la función o implantación del blastocisto».
Sin embargo, no todos científicos están de acuerdo con esta posición.
Sin embargo, estos estudios también han demostrado que, en el 20% de las mujeres que ovularon a pesar de haberse tomado la PAE antes de la ovulación, hay cambios en ciertas hormonas tales como la progesterona y en el largo de la fase lútea. Debido a la dificultad de estudiar cigotos dentro del útero y trompas de Falopio antes de la implantación, ambos lados de este debate reconocen que probar o refutar por completo la teoría podría ser imposible. Sin embargo, Davidoff y Trussell en su artículo JAMA del 2006 afirma «la habilidad de Plan B de interferir con la implantación permanece especulativa, ya que prácticamente no hay evidencias que apoyen el mecanismo y alguna evidencia lo contradice» y «la mejor evidencia disponible indica que la habilidad de Plan B de prevenir el embarazo puede ser completamente explicada por mecanismos que no involucran la interferencia con eventos postfertilización.» Y en un estudio de biopsias de endometrio de 45 mujeres tratadas con anticonceptivo de emergencia de levonorgestrel solo, concluyeron que «la administración peri y post-ovulación de LNG no alteraron la función del cuerpo lúteo o la morfología del endometrio.» Sin embargo, otros estudios indican que es un probable mecanismo de acción el impedir la implantación en los anticonceptivos de emergencia de progestina sola. El acetato de ulipristal puede dificultar la implantación.
Cuando es usado como un método anticonceptivo regular, los dispositivos intrauterinos (DIU) se ha demostrado que actúan principalmente a través de mecanismos espermicidas y ovicidas, pero se considera posible que estos mismos mecanismos también sean dañinos para los cigotos que aún no se hayan implantado.
Los anticonceptivos de emergencia hormonales de progestina sola o combinada estrógeno-progestina tales como el Método de Yuzpe o Plan B difieren del fármaco anti-hormonal mifepristona (también conocido como Mifeprex y RU-486). Los anticonceptivos de emergencia Yuzpe y de progestina sola no tendrán ningún efecto después de la implantación, mientras que la mifepristona puede inducir un aborto si se toma después de la implantación.

## Otros usos y medicamentos anticonceptivos de urgencia

### Pastillas anticonceptivas postcoitales de dosis alta como anticonceptivo continuo
Una marca de pastillas de levonorgestrel, Postinor, fue comercializada como un método anticonceptivo postcoital continuo. Sin embargo, existen serios inconvenientes para el uso de tales pastillas de dosis alta postcoitales, especialmente si no son usadas de acuerdo con las instrucciones del paquete, pero son usadas de acuerdo con las instrucciones del paquete de pastillas anticonceptivas de emergencia:
- Debido a la creciente gravedad de los efectos secundarios con el uso frecuente, Postinor sólo se recomienda para mujeres que tienen relaciones sexuales cuatro o menos veces por mes.[69][70]
- Si no se usa de acuerdo a las instrucciones del paquete, sino de acuerdo a las instrucciones de las píldoras anticonceptivas de emergencia de levonorgestrel (hasta 72 horas después del coito), se estimarían de tener una tasa de embarazo de "uso perfecto" (cuando no se usan de acuerdo a las instrucciones del paquete sino usadas como lo indica las instrucciones de las pastillas anticonceptivas de emergencia de levonorgestrel) del 20% por año si son usadas como el único método anticonceptivo (comparado con la tasa anual de embarazo del 40% del método de Yuzpe).[71] Estas tasas de fallo serían más altas que casi todos los otros métodos anticonceptivos, incluyendo el método del ritmo y coitus interruptus.[72]
- Como todos los métodos hormonales, las pastillas anticonceptivas postcoitales de dosis alta no protegen contra infecciones de transmisión sexual.[73]

Las PAE son generalmente recomendadas como uso de respaldo o de "emergencia", en lugar de ser el método anticonceptivo principal. Están destinados a ser utilizados cuando otros métodos hayan fallado—por ejemplo, si una mujer se olvidó tomarse su pastilla anticonceptiva o cuando el condón se rompe durante el sexo.

### Meloxicam
- Meloxicam, según Horacio Croxatto, podría confirmarse como un eficaz anticonceptivo de emergencia. Meloxican es un antiinflamatorio no esteroideo (inhibidor de la Ciclooxigenasa 2, COX2) usado habitualmente como analgésico, antiinflamatorio y antipirético -en procesos artríticos-, de fácil acceso y reducido precio, el cual ha demostrado (en estudios de 2009, 2010 y 2015)[74] que inhibe la ovulación (impide la rotura del folículo que contiene el óvulo por lo que no puede ser fecundado), tomado en dosis de 30 mg. durante cinco días seguidos después de la relación sexual se comporta como un eficaz anticonceptivo de urgencia. El meloxican no es un anticonceptivo hormonal por lo que no altera el sistema endocrino y no causa alteraciones menstruales. Uno los estudios ha sido llevado a cabo por Cristián Jesam, Ana María Salvatierra,[75] Jill L. Schwartz y Horacio B. Croxatto, investigadores del Instituto Chileno de Medicina Reproductiva (ICMER) y de la Facultad de Química y Biología de la Universidad de Santiago de Chile.[76][77][78][79]

## Consideraciones éticas
Los medicamentos utilizados para la anticoncepción de emergencia no se comercializan en todos los países. En algunos no está autorizada por los responsables sanitarios y se considera ilegal o solamente se autoriza para determinadas circunstancias (por ejemplo violación).
En los países en que está autorizada la comercialización puede estarlo libremente (se puede adquirir en farmacias) o requerir prescripción o autorización médica.
Existe controversia acerca de si estos fármacos pueden en algunos casos prevenir la implantación del embrión en el útero, evitando así el embarazo, aunque se ha concluido que este mecanismo es poco probable es posible.

## Comercialización en los distintos países
En Estados Unidos y en Europa la píldora del día después se utiliza desde la década de 1970. Las marcas comerciales pueden ser distintas según los países.  En 2013 estaba autorizada en más de 70 países, entre los cuales 15 eran de Latinoamérica. En Chile está vigente una ley que garantiza el acceso a la píldora del día después en el sistema público gratuitamente, aunque obliga a los médicos a informar a los padres tras entregarla a menores de 14 años.
En España la píldora del día después de levonorgestrel se puede adquirir en farmacias desde 2009 sin prescripción médica y sin una edad mínima para su acceso. El medicamento requiere prescripción médica -receta- para menores en países como Reino Unido, Finlandia, República Checa, Dinamarca, Croacia, Polonia, Hungría, Italia, Alemania y Grecia, siendo de dispensación libre en el resto de las edades.